# Червенолик кълвач
Червеноликият кълвач (Melanerpes lewis) е вид птица от семейство Кълвачови (Picidae).

## Разпространение
Видът е разпространен в Канада, Мексико и САЩ.